# Baloise Ladies Tour
Die Baloise Ladies Tour (bis einschließlich 2020 BeNe Ladies Tour) ist ein Etappenrennen im Frauenradrennsport, das seit 2014 jährlich im Juli in der  belgischen Provinz Ostflandern und der niederländischen Provinz Zeeland ausgetragen wird.
Das Rennen findet jährlich im Juli statt. Die erste Austragung umfasste eine Etappe und zwei Halbetappen, im zweiten Jahr aus Etappen und zwei Halbetappen, 2016 und vier Etappen. 2017 bestand das Rennen aus einem Zeitfahr-Prolog, zwei Etappen und zwei Halbetappen.
Der Wettbewerb war bis 2016 in der UCI-Kategorie 2.2 und danach in Kategorie 2.1 klassifiziert.

## Palmarès
| Jahr | Siegerin       | Zweite           | Dritte              |          |
| ---- | -------------- | ---------------- | ------------------- | -------- |
| 2014 | Emma Johansson | Jolien D’hoore   | Shara Gillow        |          |
| 2015 | Jolien D’hoore | Floortje Mackaij | Elena Cecchini      |          |
| 2016 | Jolien D’hoore | Floortje Mackaij | Élise Delzenne      |          |
| 2017 | Marianne Vos   | Alice Barnes     | Annette Edmondson   |          |
| 2018 | Marianne Vos   | Lisa Klein       | Katie Archibald     |          |
| 2019 | Lisa Klein     | Amy Pieters      | Marlen Reusser      |          |
| 2020 | abgesagt       | abgesagt         | abgesagt            | abgesagt |
| 2021 | Lisa Klein     | Mieke Kröger     | Anna Henderson      |          |
| 2022 | Ellen van Dijk | Lorena Wiebes    | Audrey Cordon-Ragot |          |
| 2023 | Lucinda Brand  | Emma Norsgaard   | Anna Henderson      |          |
| 2024 | Lorena Wiebes  | Pfeiffer Georgi  | Thalita de Jong     |          |
| 2025 |                |                  |                     |          |